# Francesco Trinchera
Francesco Trinchera (Ostuni, 8 giugno 1841 – Ostuni, 29 marzo 1923) è stato un politico, giornalista e giurista italiano.

## Biografia
Discendente da una famiglia di  tradizione liberale si laurea in giurisprudenza  ed ottiene la libera docenza in diritto internazionale a Napoli. Studioso delle dottrine giuridiche ed economiche all'insegnamento abbina una intensa attività giornalistica e pubblicistica. Ha diretto il quotidiano Il Progresso, fondato da Giovanni Nicotera, e la Rivista critica di scienze, lettere ed arti. A Napoli, dove risiede per motivi di lavoro, è stato consigliere comunale, assessore all'istruzione, assessore delegato e assessore anziano facente funzioni di sindaco; alla Camera, dove siede tra gli alleati del Nicotera, ha rappresentato la sua regione nei collegi di Brindisi e Ostuni.